# Créatorrhée
Du grec kreas, kreatos (créat(o)) : chair, et rhein (-rrhée) : couler, la créatorrhée désigne une quantité anormalement importante de protides dans les selles.
Dans les laboratoires d'analyses biologiques et médicales, on exprime cette concentration en grammes d'azote; on considère qu'il y a créatorrhée pour une quantité d'azote dans les selles supérieure à 1,5 g/24 heures.
La créatorrhée peut se rencontrer dans les diarrhées chroniques ou la maladie de Crohn, et toutes les pathologies qui ont pour conséquence une digestion insuffisante.

## Clinique
On est en présence d'une odeur spécifique due aux radicaux des acides aminés attaqués par les bactéries qui donnent des molécules aromatiques azotées qui ont une odeur particulière.